# GIRLS MODE 3 キラキラ☆コーデ
『GIRLS MODE 3 キラキラ☆コーデ』（ガールズモード スリー キラキラコーデ）は、任天堂より2015年4月16日に発売されたニンテンドー3DS用ソフト。ヨーロッパでは同年11月20日に発売。

## 概要
ニンテンドー3DSで発売された『わがままファッション GIRLS MODE よくばり宣言!』の続編であり、わがままファッション ガールズモードから続くシリーズの3作目。
プレイヤーはセレクトショップを経営し、来店する客のファッションをコーディネートする。アイテム数は公式サイトによると約19000点と膨大であり、多彩なコーディネイトが楽しめる。それだけでなく、髪型と髪色を変える美容師、メイクアップアーティスト、モデル、服や靴などをデザインするデザイナーといった仕事も追加された。
通信はすれちがい通信、いつの間に通信、インターネット通信、最大4人のローカル通信プレイに対応する。
パッケージだけでなく、ダウンロードでも購入が可能。
ヨーロッパ版は『Nintendo presents: New Style Boutique 2 - Fashion Forward』の表題で2015年11月20日に発売。なお、パッケージのイラストも差し替えられている。
2017年11月2日に続編として、『Girls Mode 4 スター☆スタイリスト』が発売された。

## 舞台
主人公の持つドールハウスの扉の向こうに存在する街、ルミナスタウンが舞台。

## 登場人物
主人公（プレイヤー）
本作の主人公。祖母のサエからドールハウスの扉の鍵を譲り受ける。その後ノノに招かれルミナスタウンに訪れて、主人公が訪れる前までノノが経営していた店を受け継ぐことになる。
ノノ
ドールハウスの扉の向こうの街、ルミナスタウンに住む女の子。自由奔放で好奇心旺盛な性格。祖母サエの大親友だった。初めて会った時に主人公が帽子（白いベレー帽）を勧めてくれたことから、オシャレに対して一層の関心を持つようになる。
ココ
ルミナスタウンで一番のオシャレなファッションモデル。ノノとは大親友。非常にツンデレ基質で、強気に見せる時もあれば、恥ずかしがり屋になる時もある。ストーリー内でリキに好意を抱いている場面が何度も見られる。非常に緊張しやすく、対照的に全く緊張しないノノに、ファッションショーの本番前など緊迫感溢れる場面でイジられることが多い。
ミキ
セレクトショップ「Lucina」のオーナー。前作にも登場。主人公に対してアドバイスを行うほか、メニュー画面の「ミキペディア」でファッション用語の解説もしている。
ユズ
ヘアサロンのオーナー。
ロウラ
メイクサロンのオーナー。
タロウ
ロウラの双子の弟。メイクサロンの2階でメイクセットの開発をしている。
チサト
ミニチュア工房のオーナー。一人称は「僕」。
ミラ
フォトスタジオのオーナー。仕事の傍ら、ライブハウスで歌を披露することもある。
レフ
フォトスタジオのカメラマン。
ヒロコ
展示会の受付嬢。礼儀正しい口調とメガネが特徴。歩くのが速い。
アカリ
カラーを探している女性。公園にいる。言動が少し変わっている。彼女に特定の物が映ったフォトを見せることで、ヘアサロンやメイクで使える色の種類が増える。
リンリン
ココに憧れている女の子。似顔絵を描くのが上手で、その才能は一流。
リキ
ノノやココと知り合いの社長。ルミナスタウンのほぼ全ての建物のオーナーである。主人公にファッションショーの提案をする。
レイカ
リキの姉。とても強気な性格で、終盤になるとファッションショーや展示会を閉鎖しようとするが、結局は主人公の活躍によって改心した。エンディング後に大企業の社長であるアルヒトと結婚。それからは全く姿を見せていない。

## 登場ブランド

### ゲーム内に登場するファッションブランド
| ブランド名   | ブランド読み       | イメージ       |
| ------------ | ------------------ | -------------- |
| AZ USA       | アズウサ           | クール         |
| カノコイ     | カノコイ           | アジアン       |
| Stray Cat    | ストレイキャット   | ロック         |
| SOY MILK     | ソイミルク         | エスニック     |
| DOUBLE U     | ダブルユー         | ベーシック     |
| トルテポルテ | トルテポルテ       | サイケデリック |
| FANTANIA     | ファンタニア       | コスプレ       |
| flute f      | フルートフォルテ   | フェミニン     |
| Baker Bridge | ベイカーブリッジ   | プレッピー     |
| HELGA        | ヘルガ             | セレブ         |
| Marble Lily  | マーブルリリー     | ロリータ       |
| La Chou-Chou | ラ・シュシュ       | ガーリー       |
| Raven Candle | レイブンキャンドル | ゴシック       |
| UP BEAT      | アップビート       | スポーティ     |
| Cherry Berry | チェリーベリー     | ポップ         |

### コラボ配信
| コラボ                                | 配信開始日    |
| ------------------------------------- | ------------- |
| スプラトゥーン                        | 2015年5月28日 |
| PINK-latte                            | 2015年4月16日 |
| repipi armario                        | 2015年7月1日  |
| どうぶつの森 ハッピーホームデザイナー | 2015年9月16日 |
| ぴこぷり                              | 2015年12月1日 |
| キャラぱふぇ                          | 2016年6月1日  |